# Hertenstein LU
| LU ist das Kürzel für den Kanton Luzern in der Schweiz. Es wird verwendet, um Verwechslungen mit anderen Einträgen des Namens Hertenstein zu vermeiden. |

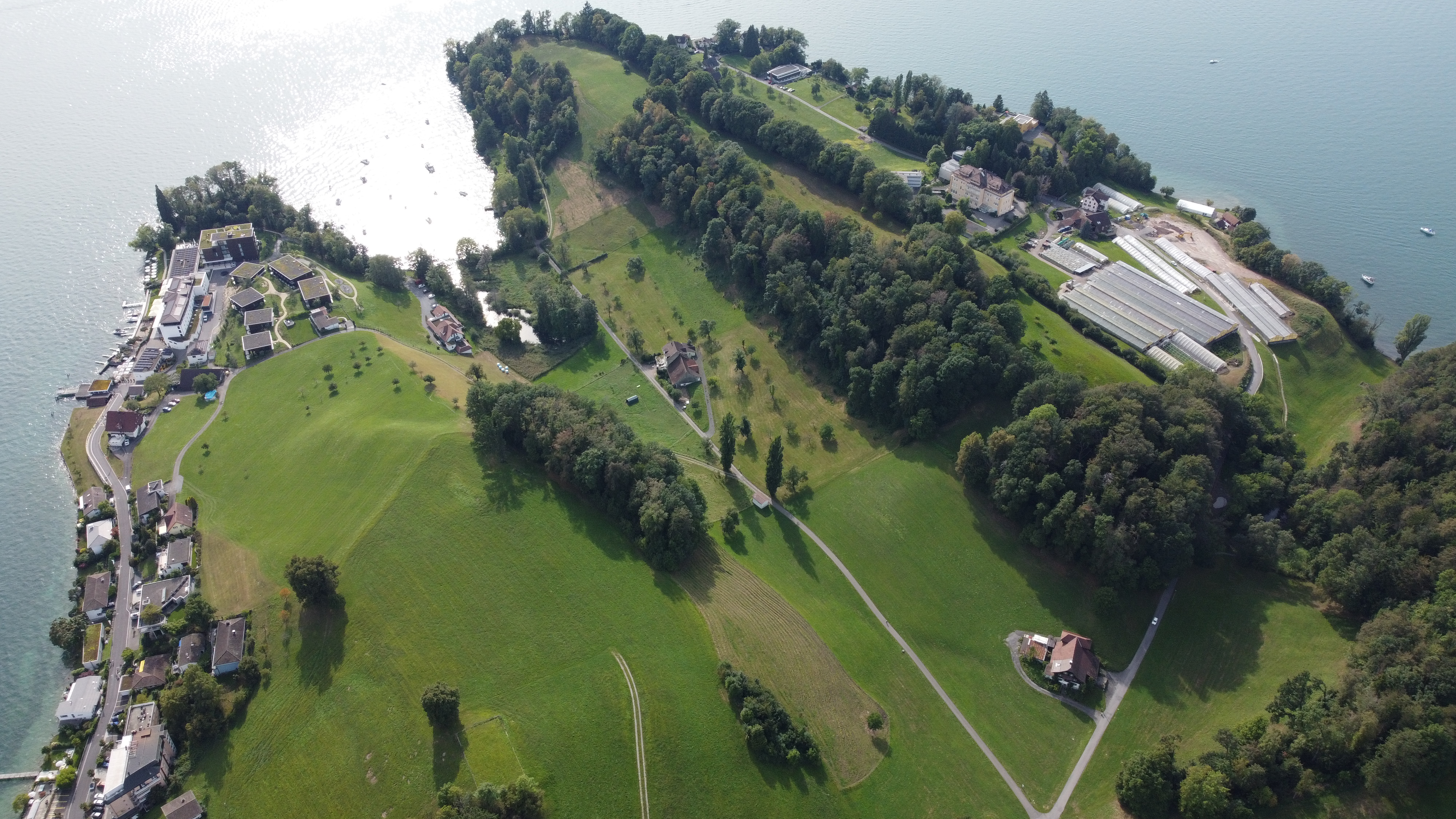
Luftbild der Landspitze von Hertenstein mit dem Hafen (2023)

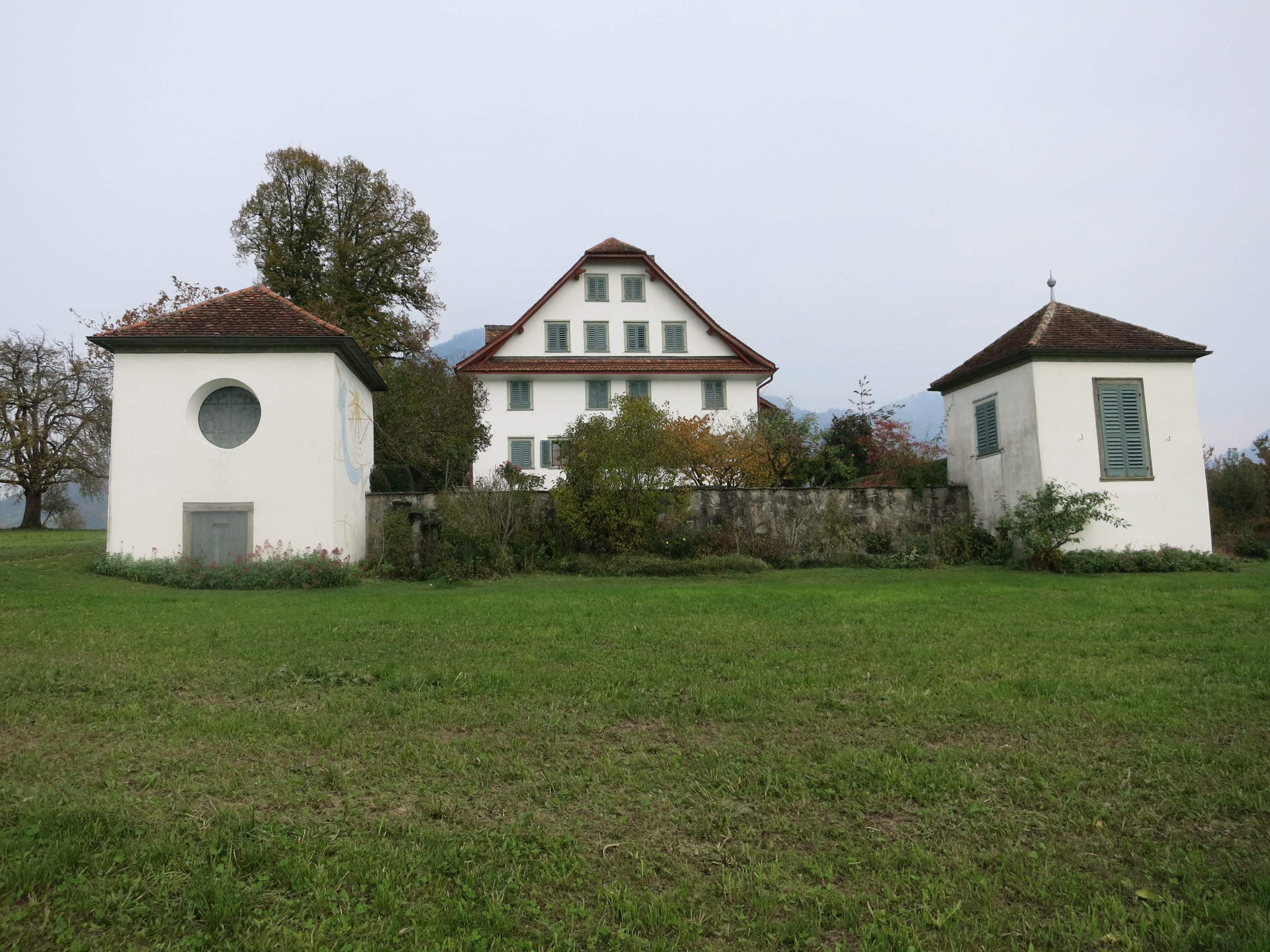
Brünnihof auf dem Gebiet Hertensteins

Hertenstein ist ein Ortsteil in der Gemeinde Weggis am Vierwaldstättersee im Schweizer Kanton Luzern. Auf dem äussersten Punkt der Landzunge stand im Mittelalter eine heute verschwundene Burg, bewohnt von den Rittern von Hertenstein.
Im Sommer 1868 besuchte die englische Königin Victoria Hertenstein.
Nach seiner Absetzung als Kaiser wohnte Kaiser Karl I. von Österreich im Schlosshotel in Hertenstein, bevor er es zur Wiedererlangung der Herrschaft verliess und über Dübendorf nach Sopron flog.
1930 liess Sergei Rachmaninow sich die «Villa Senar» (Akronym aus seinem und seiner Frau Namen) am See als Zweitwohnsitz bauen, die er nach Kriegsausbruch 1939 aber nicht mehr bewohnte.
In Hertenstein wurde am 21. September 1946 das Hertensteiner Programm verabschiedet.

## Lage
Hertenstein liegt am Fusse der Rigi am Westrand von Weggis in einer von Obstanbau und Bauernbetrieben geprägten Gegend auf einer Höhe von etwa 440 m ü. M.

## Verkehr

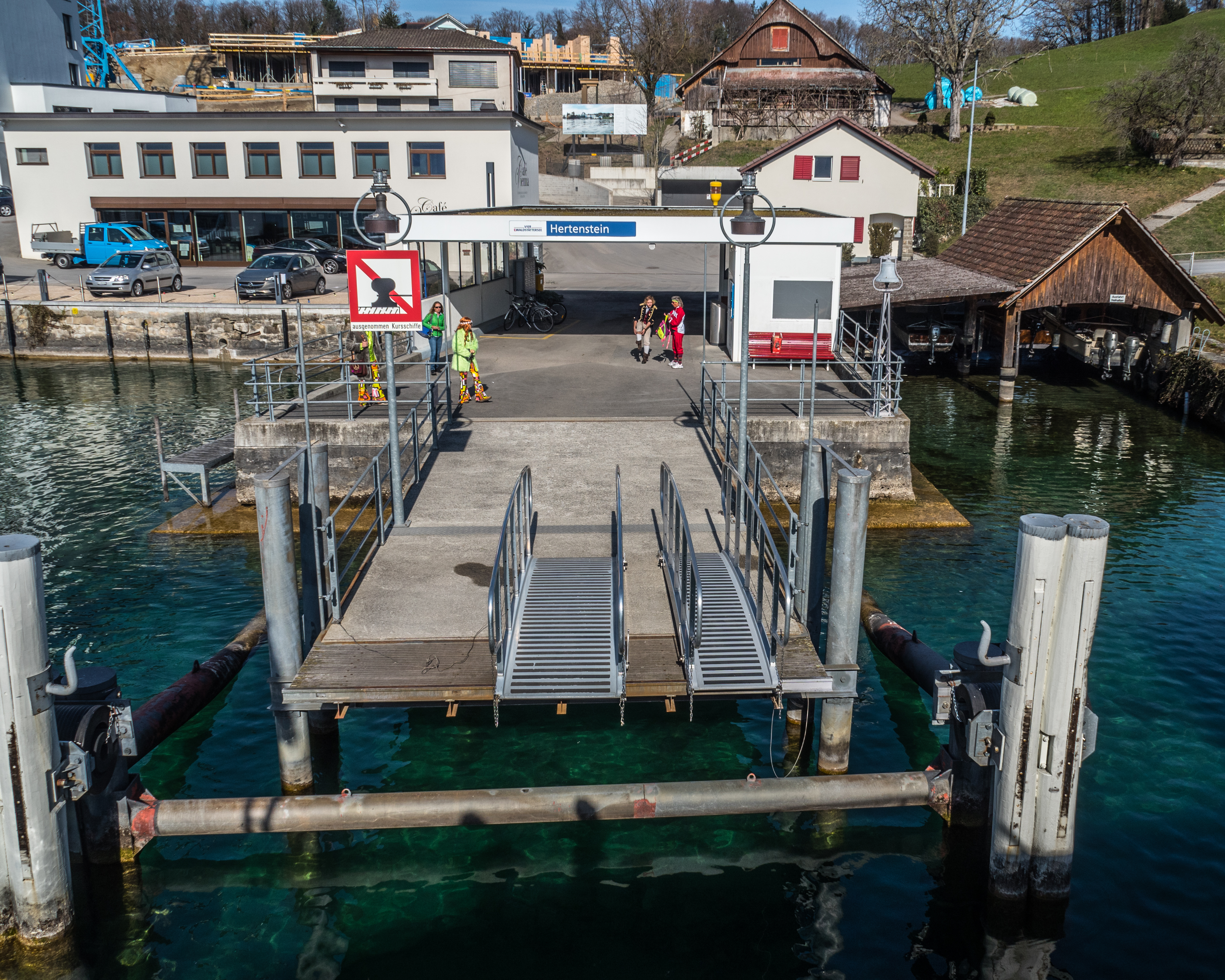
Schiffstation Hertenstein (2019)

In Hertenstein besteht Anschluss an den öffentlichen Verkehr durch die Schifffahrtsgesellschaft des Vierwaldstättersees (SGV) auf der Strecke Luzern–Brunnen–Flüelen. Die Schiffe von und nach Luzern verkehren meist im Stundentakt.
Der Lidobus Weggis zirkuliert jeweils ab Ostern bis Mitte Oktober zwischen der Schiffstation Weggis und dem Ortsteil Hertenstein.